# Cyclophora apogona
Anisodes apogona là một loài bướm đêm trong họ Geometridae.